# Sergines
Sergines é uma comuna francesa na região administrativa de Borgonha-Franco-Condado, no departamento de Yonne. Estende-se por uma área de 19,15 km². Em 2010 a comuna tinha 1 305 habitantes (densidade: 68,1 hab./km²).